# لامركية
لامَرْكيَة (الاسم العلمي: Lamarckia aurea)، جنس نباتات عشبية برية ومرعوية، حولية من فصيلة النجيليات. هو نبات أوروآسيوي وإفريقي.
النوع
النوع الوحيد المعروف هو لامركية ذهبية (Lamarckia aurea)، ذيل الكلب الذهبي أو عشب الهامة الذهبية وهو نبات حولي، يبلغ ارتفاعه عادة 30-45 سم ، مع عَناقِيد من الزهور الذهبية في عَثَاكِيل يبلغ طولها 5-8 سم و عرض 2–2.5 سم. هذا النوع موطنه حوض البحر الأبيض المتوسط والمناطق المجاورة من البرتغال إلى جزر الكناري شرقًا إلى إثيوبيا وشمال الهند. كما وطّن في أجزاء من أستراليا والأمريكتين، ويعتبر من الحشائش الغازية في بعض المناطق.
شمل سابقًا
انظر ذقن الماعز
- Lamarckia tenella - Aegopogon tenellus

## أنظر أيضا
- Jepson Manual Treatment
- Grass Manual Treatment
- Photo gallery